# Ubah Ali
Ubah Ali, född 1996, är en somaliländsk aktivist som arbetar mot kvinnlig könsstympning i Somaliland och Afrika överhuvudtaget. BBC nämnde henne i sin 100 Women-lista år 2020. 

## Bakgrund
Ali är född i Somaliland år 1996. Själv drabbades hon av kvinnlig könsstympning som sexåring.
Hon studerar vid American University of Beirut i Libanon och har politik och mänskliga rättigheter som huvudämne.

## Aktivism
År 2015 började Ali sin karriär som aktivist genom att grunda föreningen Hope for Somaliland Community vars syfte var att samla in pengar för Somaliland som drabbades av svält.
Tre år senare var hon med i att grunda en annan förening, Solace for Somaliland Girls, som jobbar för att sluta kvinnlig könsstympning i Somaliland. Föreningen försöker bilda folket om könsstympningen och hjälpa dem som har drabbats av den..